# Perasis brunnea
Perasis brunnea är en tvåvingeart som beskrevs av Oskar Theodor 1980. Perasis brunnea ingår i släktet Perasis och familjen rovflugor.
Artens utbredningsområde är Israel. Inga underarter finns listade i Catalogue of Life.